# Nepridumannaja istorija
Nepridumannaja istorija (Непридуманная история) è un film del 1964 diretto da Vladimir Ivanovič Gerasimov.